# Benjamin Wills Newton
Benjamin Wills Newton (12 de diciembre de 1807 - 26 de junio de 1899) fue un evangelista y escritor de libros cristianos de gran influencia entre los Hermanos de Plymouth al que le unía una gran amistad con John Nelson Darby. Estos empezaron a tener sus disputas sobre asuntos de doctrina eclesiástica y comunión que llevaron finalmente a la división del Movimiento en dos bandos: los Hermanos Abiertos y los Hermanos Exclusivistas. Era el año 1848.

## Primeros años
Newton nació en Davenport, en el condado inglés de Devon, en el seno de una familia de cuáqueros. Fue hijo póstumo y no tenía hermanos. Estudió en el Exeter College de Oxford, donde en 1828 se graduó con matrícula de honor, y formó parte del cuerpo docente y del consejo rector de la universidad.

## La asamblea de hermanos en Plymouth
Durante su estancia en Oxford abandonó el cuaquerismo y se unió a la Iglesia Anglicana. Comenzó una amistad con Francis William Newman y George Wigram, y por mediación del primero conoció a John Nelson Darby. Junto a sus amigos de Oxford fueron alimentando críticas contra la Iglesia Anglicana por ser un cuerpo que dependía de la soberanía del Estado y porque tenía un clero elegido por ordenación. En diciembre de 1831, Newton abandonó la Iglesia y compró el local de culto disidente “Providence Chapel”, en la calle Raleigh de Plymouth, donde celebrarían reuniones de entrada libre para cristianos de todas las denominaciones que querían asistir a la comunión, la oración y el culto. En enero de 1832, Newton y Darby, pese a ser clérigos anglicanos, se hallaban compartiendo la comunión con Wigram en esas reuniones. En marzo de aquel año Newton abandonó la Iglesia Anglicana y adquirió sus compromisos con la nueva comunidad. Posteriormente se casó con una muchacha llamada Hannah Abbott. Los “Providencialistas” (así se les llamaba) crecieron en número y empezaron a ser conocidos como los Hermanos de Plymouth. Darby también abandonaría, hacia 1832, un sistema denominacional y sectario: la Iglesia de Irlanda.
Los rasgos más significativos de la asamblea de Plymouth en 1832 eran:
- El rechazo de un clero y la adopción de la doctrina del sacerdocio universal de todos los creyentes.

- La comunión o partimiento del pan semanal.

- La existencia de una pluralidad de ancianos no asalariados. Newton fue uno de ellos y trabajó de maestro en una escuela como medio de vida.

- Separación de cualquier sistema de enseñanza malo, como eran el servicio militar y la pertenencia a cualquier Iglesia nacional que no siguiera las líneas cristinas de la congregación..

Plymouth se parecía mucho a una asamblea de Dublín que fundaron, en 1827, Anthony Norris Groves, Darby y otros cristianos que anhelaban ver el retorno de la cristiandad a los principios del Nuevo Testamento. La asamblea dublinesa también adoptó, en sus inicios, una perspectiva no sectaria basada en el hecho de que sus reuniones estaban abiertas a todos los creyentes. Sin embargo, pronto definiría una serie de aptitudes que se debían presentar para poder tener acceso a la membresía, insistiendo en que el derecho a la comunión solo podía ser otorgado si se rompían los lazos de comunión con la iglesia de la que se provenía, por ser de denominación estatal. La transición a esta postura sectarista fue detectada por Anthony Norris Groves, quien se lo hizo saber a Darby en una carta dirigida a este en 1835.

## Relación con John Nelson Darby
J. N. Darby fue una figura dominante en el movimiento de los Hermanos. Newton, que le consideraba su mentor, le extendió una invitación para que enseñara en Plymouth el modelo de la asamblea de Dublín. Darby veía en él a un discípulo de gran valor, y deseoso como estaba de evangelizar y llevar sus conocimientos por toda Europa, antes de su partida puso a Newton en el cargo de principal anciano de la asamblea. Aunque estaban de acuerdo en muchas cuestiones, como en el rechazo mutuo de las enseñanzas pentecostales de Edward Irving, pronto aparecerían las primeras fisuras en su relación.
En 1834 se suscitó una disputa sobre su común amigo Francis Newman, que empezaba a sostener una serie de herejías relacionadas con la divinidad de Cristo. Darby dio la excomulgación a Newman pero Newton quiso mantenerle en la comunidad esperando que sería restaurado. Al demostrar una dependencia cada vez mayor de Darby, Newton dejó el cargo de presidente porque pensaba que ninguna autoridad humana debía elegir a los ancianos, como había sucedido antes en Plymouth. Y a pesar de que ya no presidía, siguieron creciendo su influencia y liderazgo en la asamblea.
Otra disputa mayor surgió al iniciarse la década de 1830, con debates con distintos puntos de vista sobre los acontecimientos del futuro que predice la Biblia. Si bien ambos eran premilenaristas, Newton creía que la Iglesia pasaría por la Tribulación, y Darby, que anteriormente también apoyaba un rapto postribulacionista, cambió de postura y fue convenciéndose cada vez más de la idea de un rapto pretribulacionista. Newton también tenía distintas opiniones sobre el dispensacionalismo. Decía que la actual dispensación se dividía en tres etapas: en primer lugar, de Noé a la segunda venida del Señor (Gén. 9:1-6); luego, la dispensación de los gentiles, que comienza en Nabucodonosor y termina también en la segunda venida; y en tercer lugar y último, la dispensación del Nuevo Pacto. Newton se mostraba bastante crítico con el pensamiento futurista de Darby cuando este interpretaba el capítulo 24 del evangelio de Mateo, donde los sucesos del futuro allí descritos se relacionaban principalmente con los judíos después de que el rapto secreto de la Iglesia hubiera tenido lugar. Decía Newton que el rapto secreto era en sí una afirmación ciertamente ridícula, pero lo era aún más la suposición, que además constituía toda una novedad, que Darby afirmara que el evangelio de Mateo tenía una base judaica y no eclesiástica.
Newton interpretaba 1ª Tesalonicenses 4:16 y 2ª Tesalonicenses 2:1-4 como prueba de la existencia de un rapto no secreto después de la Tribulación. Para él, las enseñanzas de Darby de un rapto durante esta dispensación, anterior al periodo de la Tribulación, rayaban en la especulación. A diferencia de este, creía que la Iglesia está formada tanto por judíos (inclusive los santos del Antiguo Testamento) como por gentiles, y que todos han sido llevados a una unidad en Cristo. El esquema lógico de Darby implicaba de manera diferenciada dos tipos de salvación.
Entre los años 1835 y 1845 Darby pasó mucho tiempo en Europa. Mientras tanto la asamblea de Plymouth había crecido hasta los 1.000 miembros. La condición espiritual que habían alcanzado era como si hubieran estado viviendo todo ese tiempo en el cielo. En 1840 construyeron una capilla más grande en la calle Ebrington para los cultos, pero conservaron “Providence Chapel” para las predicaciones del evangelio.
Después de su viaje por el extranjero Darby se detuvo brevemente en Plymouth, donde se dio cuenta de que las tensiones con Newton no hacían sino aumentar. Desanimado por el triste estado de la asamblea, advirtió que durante su ausencia había cambiado las enseñanzas del sacerdocio universal de los creyentes por el formalismo de un clero oficial. Las disputas doctrinales sobre los eventos del futuro se intensificaron cuando en 1842 salió publicado el libro de Newton Reflexiones sobre el Apocalipsis, que al año siguiente recibiría una crítica negativa de Darby de 490 páginas.
En marzo de 1845, Darby tuvo que salir apresuradamente de Suiza debido a la amenaza de la revolución en Ginebra. De allí se dirigió directamente a Plymouth para “librar una lucha para preservar la unidad de todos los Hermanos”. Fue una guerra dialéctica que se intensificó con la publicación de panfletos. Se libró una batalla sobre escatología, el sacerdocio universal de los creyentes, y la forma en que los líderes de la asamblea debían desempeñar su papel. Por aquel entonces, las opiniones de Darby sobre la función de los ancianos se habían reforzado hasta tal punto que no les otorgaba un reconocimiento oficial. Las discusiones también vertieron sobre el ámbito de la comunión, de la que Newton pensaba que cada asamblea era independiente y autónoma en el modo de administrarla, y Darby decía que las asambleas se interrelacionaban formando parte integral de un cuerpo universal. Sus personalidades intransigentes no hicieron más que exacerbar la situación. Las disputas llegaron al terreno personal cuando Darby decidió dejar la comunión de la asamblea de Plymouth, acusando públicamente a Newton de engañoso y deshonesto. Los ancianos de la calle Ebrington investigaron los cargos, que fueron sobreseídos.
Llegados a este punto, casi todos los miembros de la asamblea apoyaban a Newton pero Darby también contaba con el apoyo personal de Wigram en esta disputa. Wigram, que anteriormente había financiado la compra de los locales de reunión en Raleigh y Ebrington, residía a la sazón en Londres. En diciembre de 1845 escribió a los ancianos de Plymouth comunicándoles de manera formal su salida de la comunión de Ebrington, y que revocaba el préstamo del local de Raleigh. A partir de aquel momento la capilla sería entregada para el uso de Darby y sus partidarios, y en la calle Raleigh se crearon dos asambleas en conflicto permanente. Estas dos facciones reanudaron la disputa y no tardaron en explicar sus posturas a otras asambleas de hermanos que iban formándose en todo el país. Durante un viaje por Londres en 1846, Newton se encontraba en unas reuniones privadas para responder a los cargos que Darby había dirigido contra él. Una asamblea de hermanos de la capital, de la que Wigram era líder, envió la petición a Newton de comparecer en una reunión en la que se investigarían nuevamente los cargos, pero respaldado por la asamblea de Ebrington, este declinó sus persistentes invitaciones. El aviso de excomulgación no tardó en llegar.
En 1847, la facción de Darby descubrió que Newton había difundido doctrina herética sobre la Persona de Cristo en un primer artículo publicado en 1835. Dado que ganaban popularidad, Newton pretendía refutar con este opúsculo las herejías que los irvingitas enseñaban respecto a la Persona de Cristo. Defendía que a pesar de ser un hombre perfecto, Cristo experimentó sufrimientos el día anterior a la crucifixión, no por causa de ti o de mí, sino por los simples lazos asociativos que lo unían por línea materna con Adán y su descendencia, y más concretamente con la nación apóstata de Israel. Por lo tanto, y según él decía, Cristo experimentó hambre y dolor en un cuerpo que era mortal. Darby y sus partidarios aprovecharon esta ocasión para tacharle de hereje. Posteriormente, Newton se disculpó retractándose de su “error adánico” y retiró sus publicaciones para volver a plantearse lo que había dicho. Algunos ancianos en Ebrington empezaron a perder la confianza en él. Darby no estuvo satisfecho con el gesto de Newton, y pese a que había dado muestras de arrepentimiento no le creía sincero. Henry Groves, otro líder destacado de los Hermanos e hijo de Anthony Norris Groves, dijo que Darby estaba empeñado en mandar y tenía ganas de perder de vista a su rival. La insistencia mostrada por Darby en todo el asunto, y la negativa de Newton de defender otra vez su postura (pues presentaba siempre la otra mejilla) dieron la victoria a Darby frente a los ancianos de Newton, quienes le dejaron solo después de todo. El 7 de diciembre de 1847, Newton salió definitivamente del movimiento de los Hermanos y se mudó a Londres, donde fundó una reunión independiente.
El litigio produjo la división de los Hermanos de Plymouth en 1848. George Müller, que colideraba la capilla de hermanos “Bethesda” en la ciudad de Bristol, ofrecía la comunión a las visitas que venían de Ebrington mostrándose displicente a la hora de obedecer el ultimátum lanzado por Darby a todas las asambleas para que condenaran las herejías de Newton. La reacción de Darby fue la de dar por excomulgados a todos los que estaban en la comunión de "Bethesda". Las asambleas que imitaron su acción fueron llamadas Hermanos Exclusivistas, y a las que respaldaron a George Müller y “Bethesda” se las llamó asambleas de Hermanos Abiertos, que también fueron excomulgadas como consecuencia.
Irónicamente, Darby fue acusado en 1858 de promover herejías similares a las de Newton en lo referente a los sufrimientos de Cristo.

## Años posteriores
Tres años después de la muerte en 1849 de su primera esposa, Newton se casó con Maria Hawkins. Tuvieron un único hijo que falleció con cinco años.
Durante los cincuenta años siguientes ejerció una intensa labor trabajando como maestro cristiano y autor. Después de su salida de los Hermanos de Plymouth fundó una capilla independiente en Baywater, Londres. Más tarde fijó su residencia en Orpinton, Kent, y luego en Newport, en la Isla de Wight. Los últimos tres años de su vida transcurrieron en Tunbridge Wells. 
Si bien los darbistas lo etiquetaron de inmoral y falso maestro otros ven en Newton al Calvino del siglo XIX, y opinan que el Movimiento habría podido avanzar de otra manera de haber seguido sus enseñanzas y no las de Darby. Quienes no le vilipendiaron fueron sus amigos y partidarios Samuel Prideaux Tregelles, George Müller y Charles Spurgeon.
El historiador Roy Coad hace la siguiente observación: “Newton vivió hasta 1899 en medio de un retiro de pequeñas asambleas que él mismo fundó, y dejó una estela de admiradores entre los baptistas particulares. Publicó más de 200 obras de su propia autoría. Poseía el don de exponer las Escrituras, y en particular la profecía que predice el futuro".

## George Müller
George Müller escribió: “Para mí las obras de Newton son totalmente escriturales y nada dañinas. Acostumbro a leerlas con mi esposa con gran provecho para nuestras almas. Sus libros, que exaltan a la persona y obra de nuestro bendito Señor Jesucristo, son de un incalculable valor. Si alguien desea sinceramente conocer las opiniones del señor Newton le recomiendo que lea atentamente y con atención algunos de sus principales escritos: La salvación por sustitución, La expiación y sus frutos, y Verdades del evangelio. El lector se dará cuenta de que el señor Newton no solo tenía una fe recta, sino que esta dotaba de un carácter único a sus enseñanzas. La opinión que me merece el señor Newton es que era el escritor con más rigor en temas religiosos del siglo XIX”.